# Arnadi
Arnadi (gr. Αρναδί, tur. Kuzucuk) – wieś na Cyprze, w dystrykcie Famagusta.De facto pod kontrolą  Cypru Północnego.